# Torneo di Tolone 2011
Il Torneo di Tolone del 2011 è stata la 39ª edizione di questo torneo calcistico, ed è stato giocato dal 1º al 10 giugno 2011. La Colombia ha vinto il torneo per la terza volta, sconfiggendo in finale la padrona di casa dopo i calci di rigore.

## Nazionali partecipanti
- Cina
- Colombia
- Costa d'Avorio
- Francia (paese ospitante)
- Italia
- Messico
- Portogallo
- Ungheria

## Fase a gironi

### Gruppo A
| Squadra        | G | V | N | P | GF | GS | DR | Pt. |
| -------------- | - | - | - | - | -- | -- | -- | --- |
| Colombia       | 3 | 1 | 2 | 0 | 6  | 3  | +3 | 5   |
| Italia         | 3 | 1 | 2 | 0 | 4  | 2  | +2 | 5   |
| Portogallo     | 3 | 1 | 2 | 0 | 3  | 2  | +1 | 5   |
| Costa d'Avorio | 3 | 0 | 0 | 3 | 1  | 7  | –6 | 0   |

| Arbitro: | Peñaloza Soto |

|                      |           |           |
| Rodríguez 33’ (rig.) | Marcatori | 73’ Baldé |

| Arbitro: | Todorov |

|  |           |                            |
|  | Marcatori | 4’ Paloschi 80’ Gabbiadini |

| Arbitro: | Ando-Szabo |

|                                                |           |                   |
| Rodríguez 7’ (rig.) Cardona 13’ 19’ Muriel 45’ | Marcatori | 60’ (aut.) Franco |

| Arbitro: | Zhang |

|                |           |           |
| Gabbiadini 25’ | Marcatori | 72’ Baldé |

| Arbitro: | Peñaloza Soto |

|              |           |                     |
| Quiñónes 17’ | Marcatori | 57’ (rig.) Paloschi |

| Arbitro: | Todorov |

|  |           |              |
|  | Marcatori | 48’ Oliveira |

### Gruppo B
| Squadra  | G | V | N | P | GF | GS | DR | Pt. |
| -------- | - | - | - | - | -- | -- | -- | --- |
| Francia  | 3 | 2 | 1 | 0 | 9  | 2  | +7 | 7   |
| Messico  | 3 | 2 | 0 | 1 | 5  | 5  | 0  | 6   |
| Ungheria | 3 | 1 | 1 | 1 | 4  | 3  | +1 | 4   |
| Cina     | 3 | 0 | 0 | 3 | 1  | 9  | –8 | 0   |

| Arbitro: | De Marco |

|  |           |                                   |
|  | Marcatori | 42’ Katona 53’ Futács 80+1’ Eppel |

| Arbitro: | Santos Capela |

|                                                       |           |            |
| Knockaert 5’ Joseph-Monrose 40’ Tafer 64’ Benezet 70’ | Marcatori | 25’ Dávila |

| Arbitro: | Santos Capela |

|  |           |                         |
|  | Marcatori | 57’ Dávila 66’ Orrantía |

| Arbitro: | Machado |

|                                                |           |  |
| Joseph-Monrose 21’ 39’ Benezet 64’ Jarsalé 70’ | Marcatori |  |

| Arbitro: | Machado |

|           |           |                              |
| Shuai 10’ | Marcatori | 40’ (rig.) Izazola 65’ Reyes |

| Arbitro: | De Marco |

|              |           |            |
| Duplus 80+2’ | Marcatori | 45’ Futács |

## Semifinali
| Arbitro: | Todorov |

|                          |           |               |
| Cardona 38’ Valencia 47’ | Marcatori | 90+2’ Izazola |

| Arbitro: | Ando-Szabo |

|                    |           |  |
| Joseph-Monrose 62’ | Marcatori |  |

## Finale per il 3º e 4º posto
| Arbitro: | Santos Capela |

|                                                 |                      |                                                         |
| Guarch 32’                                      | Marcatori            | 42’ Destro                                              |
| De Buen Villalobos Rivera Reyes Pulido Valéncia | Tiri di rigore 4 – 5 | Destro Caldirola Soriano Saponara Paloschi D'Alessandro |

## Finale
| Arbitro: | De Marco |

|                                  |                      |                                |
| Zapata 75’                       | Marcatori            | 50’ Joseph-Monrose             |
| Rodríguez Murillo Franco Candelo | Tiri di rigore 3 – 1 | Le Tallec Pogba Duplus Jarsalé |